# Кан Сок Чу
Кан Сок Чу (кор. 강석주; 29 августа 1939, Пхьенгвон, Пхёнан-Намдо, Японская Корея — 20 мая 2016, Пхеньян, КНДР) — северокорейский государственный деятель, заместитель председателя Совета министров КНДР (2010—2016).

## Биография
Изучал французский язык в Пхеньянском университете международных отношений. Также возвышал квалификацию в одном из университетов КНР. 
Начал свою дипломатическую карьеру в аппарате международного отдела Центрального комитета Трудовой партии Кореи (ТПК). Работал под руководством будущего министра иностранных дел КНДР Ким Ён Нама. Занимал должность заместителя заведующего и заведующего международным отделом ТПК.
В марте 1984 г. вслед за Ким Ён Намом перешел на работу в МИД и был назначен заместителем, а с июня 1986 г. — первым заместителем министра иностранных дел. В ноябре того же года он был избран в состав Верховного народного собрания КНДР, депутатом которого он был до конца жизни. 
В декабре 1991 г. был избран членом Центрального комитета ТПК. 
С января по июль 2007 г. исполнял обязанности министра иностранных дел КНДР. 
Впервые выступил на международной арене в 1990 г. во время переговоров между Северной Кореей и США по северокорейской ядерной программе. С тех пор считался экспертом Министерства иностранных дел по отношениям с Соединенными Штатами. В 1991 г. выступил с речью на Генеральной Ассамблее ООН по случаю признания обоих корейских государств в Организации Объединенных Наций. В 1993 г. принимал участие в переговорах между Северной Кореей и США, а также в переговорах в ходе визита в КНДР бывшего президента США Джимми Картера. От имени Северной Кореи в октябре 1994 г. подписал Женевское рамочное соглашение между его страной и Соединенными Штатами по ядерной проблеме. Впоследствии неоднократно встречался во главе делегаций КНДР с рядом высокопоставленных американских государственных деятелей.
В 2001 г. сопровождал тогдашнего главу государства Ким Чен Ира в ходе его государственном визита в Российскую Федерацию. Считался его близким помощником. В последующие годы сыграл важную роль в шестисторонних переговорах по ядерной программе Северной Кореи.
С 2010 г. занимал пост заместителя председателя Совета министров КНДР.
Поскольку политик часто принимал решения без консультаций с государственными и партийными лидерами, в начале 1990-х гг. он был приговорен к тюремному заключению в лагере перевоспитания. 
Брат политика возглавлял исследовательский центр по изучению истории Трудовой партии Кореи.